# 七時雨山

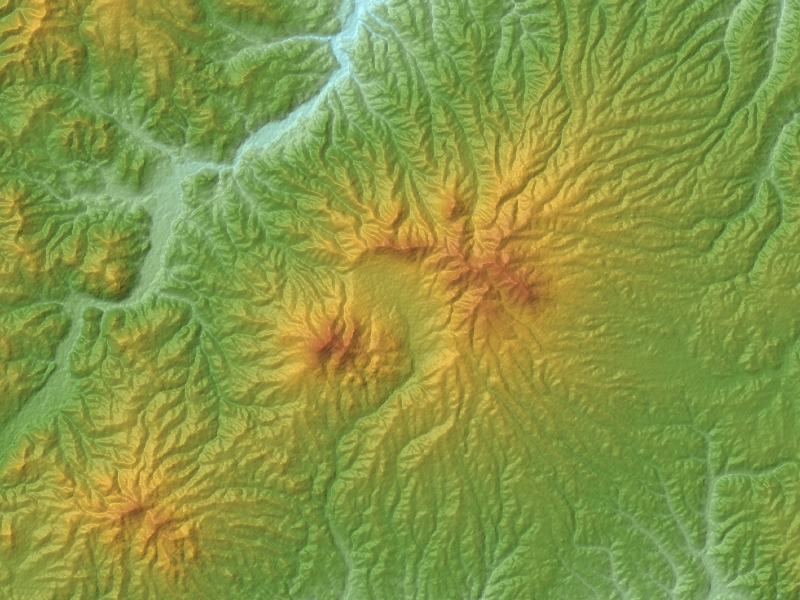
七時雨火山の火山体。中央右が七時雨山峰。中央の平地がカルデラ床(田代平)。

七時雨山（ななしぐれやま）は、岩手県の北西部に位置する山。標高1,063 m。八幡平市にあり、新日本百名山や東北百名山に選ばれている。

## 概要
日に天候が七回も変わることが山名の由来といわれる。
七時雨山峰は約110万 - 90万年前に活動した七時雨火山を構成する溶岩ドームである。七時雨山火山の中心部には田代平（）カルデラ（田代平高原）があり、田代山、毛無森、焼岳、西岳が外輪山を形成する。なお、七時雨山峰はカルデラ形成後に成長したものである。
七時雨火山は活動をすでに終えているいわゆる死火山であるが、1823年（文政6年）、1933年（昭和8年）、1935年（昭和10年）に鳴動の記録がある。
山麓は古くから、南部馬の産地となっており、現在でも酪農が盛んである。また、水沢競馬場では七時雨賞が設けられている。

## 中世の交通
七時雨山峰の南面の山腹を流霞道といわれる陸奥北部と出羽北部を結んだ横断路が通っていたことが三代実録に記述されており、ナガレカスミ道、ナガレシグレ道、リュウガドウなどの様々な読み方をされていた。
江戸時代には、西麓を盛岡から平舘、寺田、荒屋、田山、米代川水系沿いに花輪まで続く街道の鹿角街道が通っていた。南西側の中腹には難所である車之走峠があったが、江戸期には尾去沢鉱山の輸送路として御銅山道と呼ばれ、盛岡を結ぶ最短ルートとして利用され、南麓の寺田は宿場として栄えた。
1790年（寛政2年）、10月1日高山彦九郎は荒屋村から峠を越え、寺田新田に宿泊した（『北行日記』）。「新町宿を出て七八町にして土橋を渡りて登る。七時雨といふ。大道1里半登りて1里半下る。頂上に鳥居あり。旅人の道を違えざる為とぞ。下りて新田。家六軒あり。頂より暮れて新田作右衛門なるものに宿りを乞ふて宿す。新町より大道三里東南に来る。七時雨を越すときに風烈しく稀にある所の梢を見るに落葉してぞありける。日に七度時雨るるとて七時雨と名付けたりなん聞く」と記録している。

## 登山
七時雨山は2つのピークがある。右上の写真では、右側が南峰（1,063 m）で、左側が北峰（1,060 m）である。一等三角点があるのが北峰で、山頂からは田代平高原や岩手山などを見渡すことができる。南峰には岩手山と同じ石の獅子頭の権現様がまつられており、姫神山や八幡平の山々も遠望できる。
登山口は3か所あり、いずれも日帰り登山が可能で、田代平放牧場の田代平登山口は駐車場、トイレが整備されており、西の高清水登山口には鹿角街道七時雨一里塚があり、南の西根寺田登山口はかつての鹿角街道である。
北側にある田代山（）は、七時雨山荘入り口から、500 mほど安代側の道路のわきに登山口がある。牧場の柵沿いに、牧場を横切るように道がついている。牧場を登り切ると、作業道に出るが、そこから細い道を山の方に入る。ジグザグに折れ曲がった登山道で登ると約45分で林が切れ、セスナ機遭難の碑の場所に出る。そこから曲がった道を登ると15分ほどで尾根の鞍部に出る。この鞍部はパラグライダーの飛行地点となっている。ここから右にササに覆われた道を行くと往復30分で駒木立（987 m）である。左に行くとおよそ10分で田代山（945.4 m）である。田代山から戻っても良いが、さらに三方沢山（）を経て、サンさん道口まで縦走することもできる。田代平高原駐車場から登山口まで徒歩5分、サンさん道口まで徒歩20分程度である。

## ギャラリー

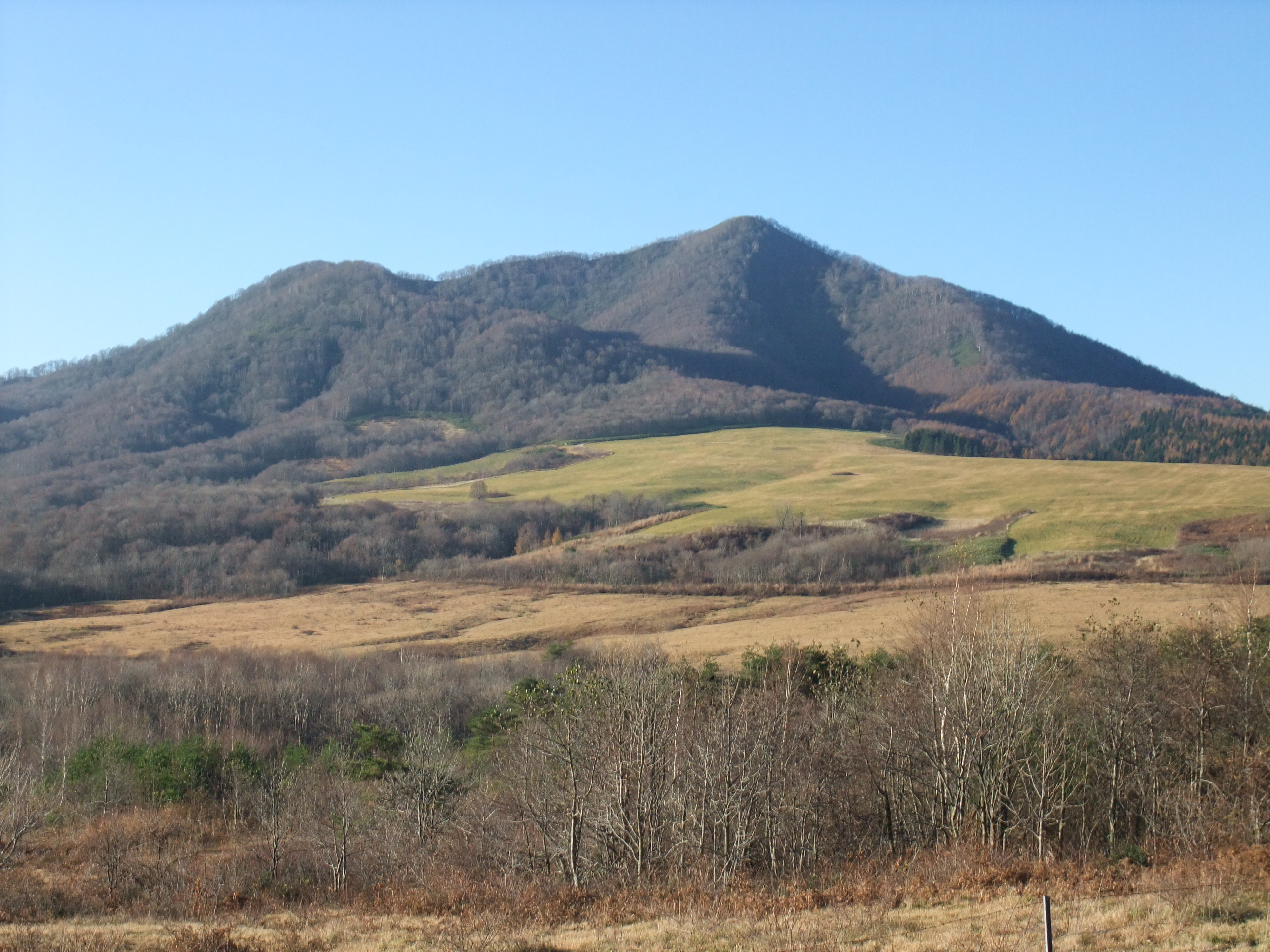
田代平放牧場から見た北峰
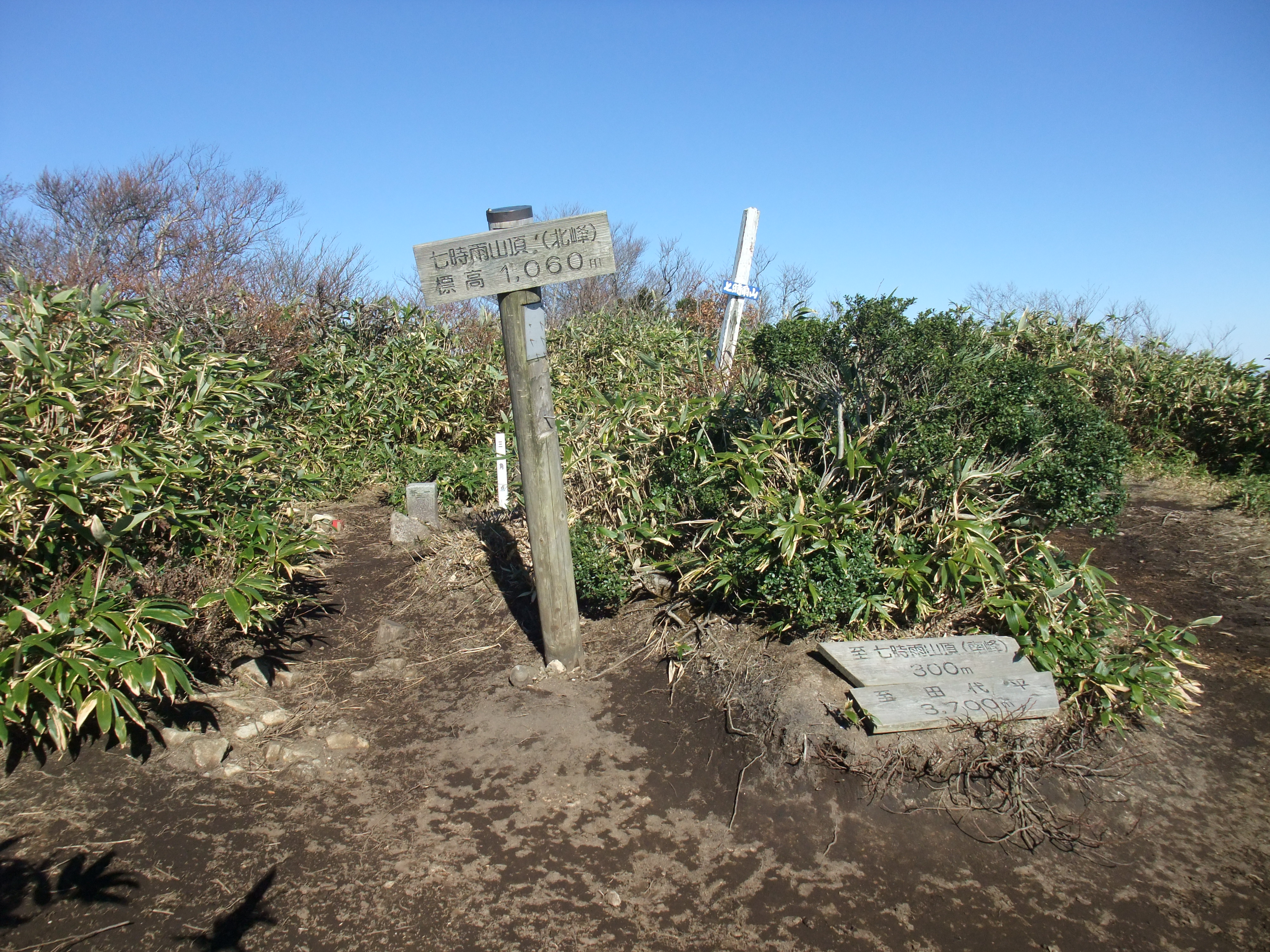
七時雨山北峰 一等三角点がある
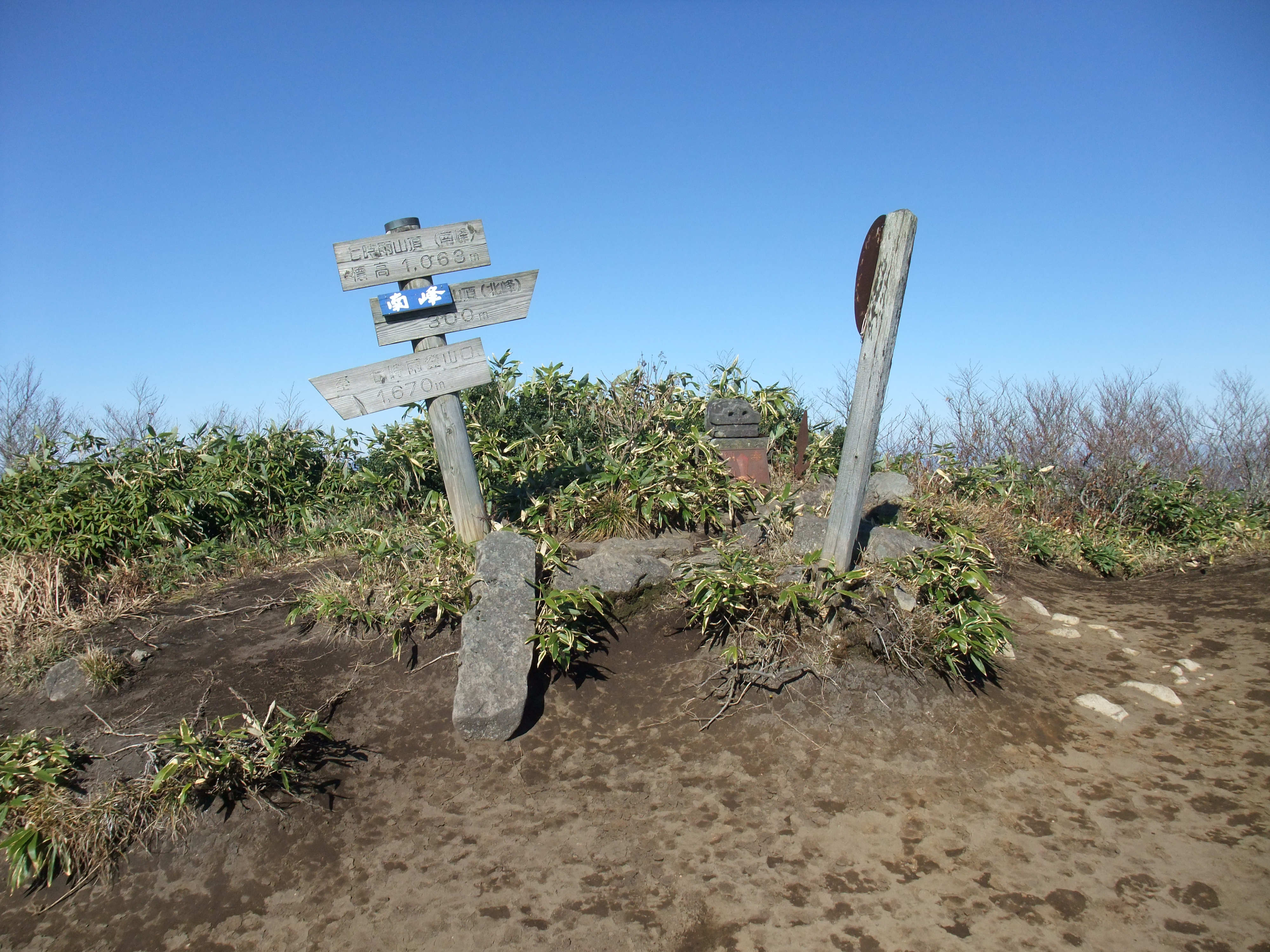
七時雨山南峰
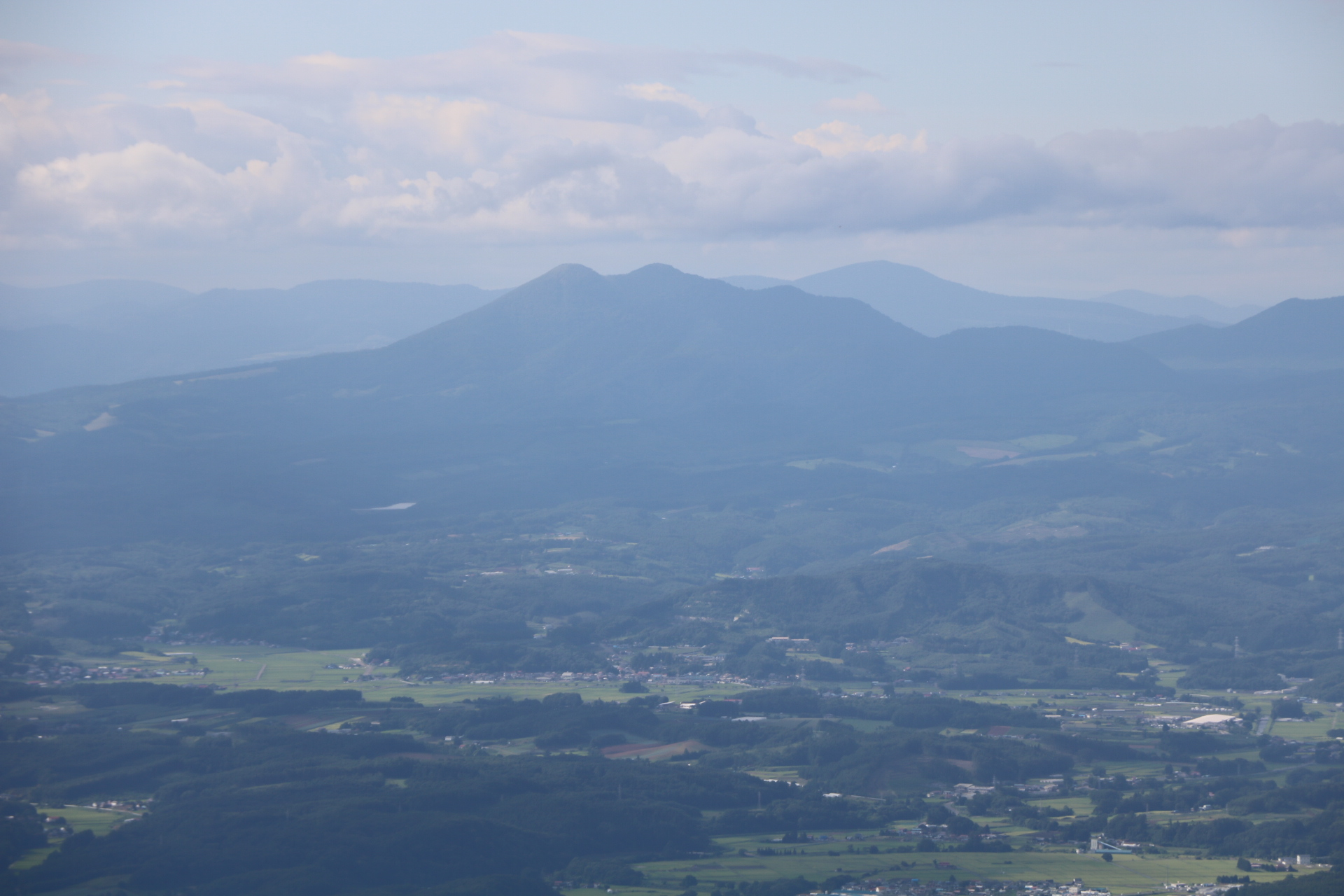
姫神山から望む
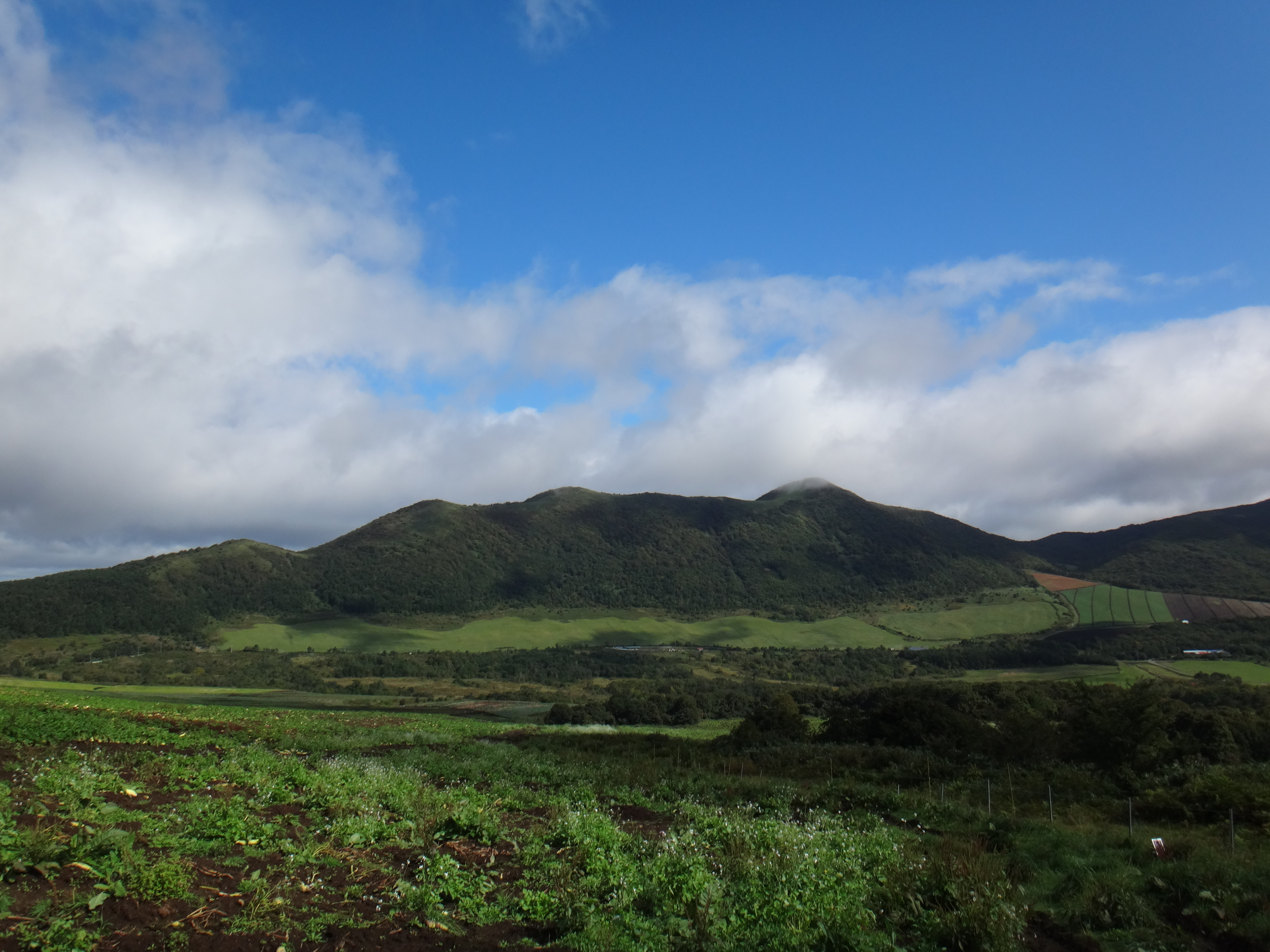
七時雨山の麓から田代山を望む
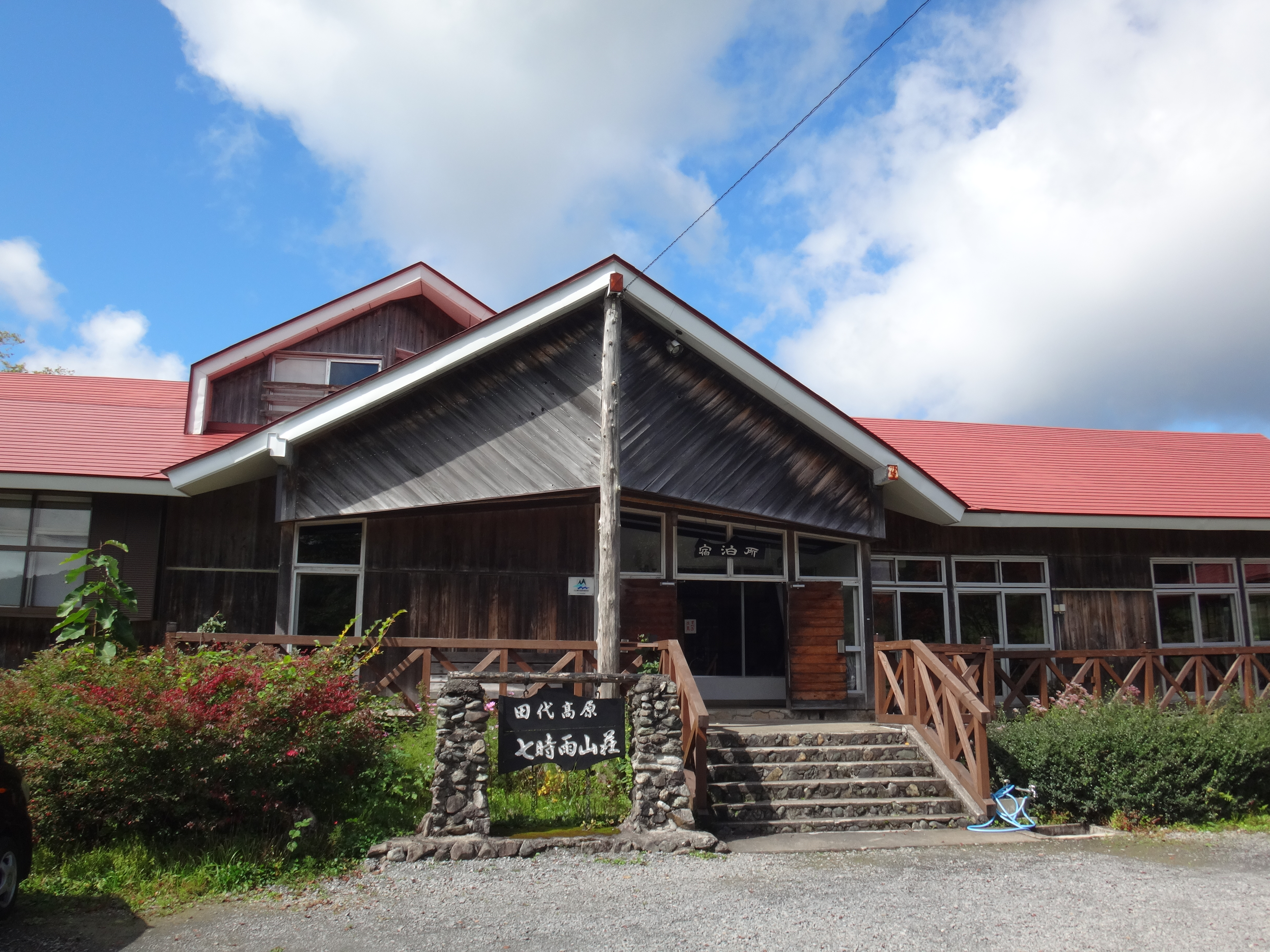
麓にある七時雨山荘